# Emanuele Calaiò
Emanuele Calaiò (Palermo, 8. siječnja 1982.) je talijanski umirovljeni nogometaš. Calaiò je igrao na poziciji središnjeg napadača.